# Formula One Group
Formula One Group es un grupo de empresas responsables de la promoción del Campeonato del Mundo de Fórmula 1 de la FIA, y la ejecución de los derechos comerciales de la competición.
Anteriormente, el grupo era propiedad de Delta Topco, una empresa con sede en Jersey propiedad principalmente de empresas de inversión como CVC Capital Partners, Waddell & Reed y  LBI Group,  con la propiedad restante dividida entre Bernie Ecclestone, otras compañías de inversión y directores de compañías.  Fue comprado por Liberty Media en 2017.
Ecclestone, exjefe de Brabham Racing Organisation, pasó 40 años como director ejecutivo de la compañía después de obtener el control de los derechos comerciales. A partir de 2021, el grupo está dirigido por Stefano Domenicali como presidente y director ejecutivo.  Ross Brawn es director gerente de deportes de motor, y Chase Carey, quien anteriormente dirigió el grupo de 2017 a 2020, es presidente no ejecutivo.

## Historia
En 1974, se fundó la Asociación de Constructores de Fórmula Uno (FOCA) con el fin de aumentar la organización comercial de la Fórmula 1 en beneficio de los equipos de las carreras.  En 1978, Bernie Ecclestone se convirtió en el presidente ejecutivo de FOCA y luchó contra la Fédération Internationale du Sport Automobile (FISA) por el control de los derechos comerciales de la F1.  Las disputas se resolvieron en marzo de 1981 cuando el Acuerdo de la Concordia otorgó a la FOCA el derecho a negociar contratos de televisión.  Bajo acuerdos anteriores, los contratos de televisión eran arriesgados y no muy lucrativos.
Cuando se acordó el segundo acuerdo en 1987, Ecclestone dejó de ser propietario  de un equipo y estableció la Formula One Promotions and Administration (FOPA) para administrar los derechos de televisión de los equipos.  Más tarde, FOPA se conocería como Formula One Management (FOM).  FOPA recibió el 49% de los ingresos por televisión: el 1% fue para los equipos y el 50% para la FIA.  FOPA también recibió todos los honorarios pagados por los promotores y pagó premios en metálico a los equipos.  El tercer Acuerdo Concorde se firmó en 1992.
Cuando se firmó el cuarto Acuerdo en 1995, la FIA decidió otorgar los derechos comerciales de la F1 a la Formula One Administration (administrada por la FOM) por un período de 14 años.  A cambio, Ecclestone proporcionaría un pago anual.  Con FOM teniendo derechos exclusivos sobre nombres de equipos populares como McLaren, Williams y Tyrrell, los equipos antes mencionados protestaron , rechazando el siguiente acuerdo en 1997.  Se llegó a un compromiso y todos los equipos firmaron un nuevo acuerdo en 1998.

### Ecclestone vende acciones de F1
SLEC Holdings se creó como la sociedad de cartera de la empresa en 1996 , cuando Ecclestone transfirió su propiedad a su esposa, Slavica Ecclestone, en preparación para una oferta pública de venta de la empresa en 1997.
En junio de 1999, la Comisión Europea anunció que investigaría a la FIA, la FOA y a la  International Sportsworld Communicators (ISC) por abusar de la posición dominante y restringir la competencia. ISC, propiedad de Ecclestone, había firmado un acuerdo de 14 años con la FIA en 1996 por los derechos exclusivos de transmisión de 18 campeonatos de la FIA.